# Steaua lui Barnard

Imagine cu poziția stelei lui Barnard la fiecare 5 ani în perioada 1985–2005

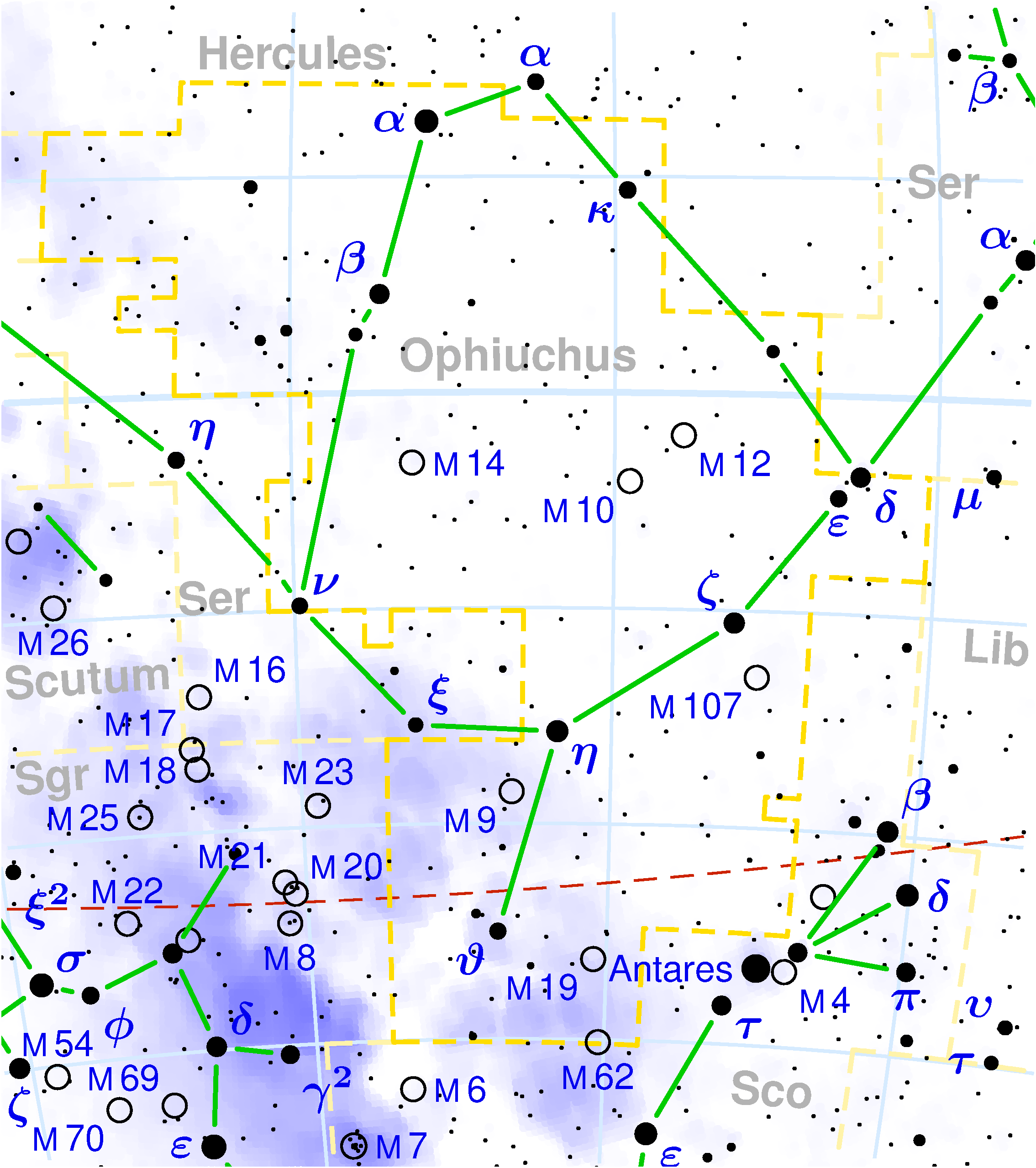
Constelația Ophiuchus

Steaua lui Barnard, cunoscută și ca steaua fugară a lui Barnard, este o stea pitică roșie cu masă foarte mică, situată la aproximativ 5,9 ani-lumină de Pământ, în constelația Ophiuchus. Este foarte veche și se deplasează relativ repede.
Este steaua cu cea mai mare viteză proprie cunoscută, de 10,3 secunde de arc pe an. Ea se apropie de Soare cu cca. 139,7 - 142,7 km/s. Steaua lui Barnard va fi și mai aproape de Sistemul Solar în jurul anului 9800, atunci când se va apropia la  aproximativ 3,75 ani-lumină. Cu toate acestea, în acel moment, Steaua lui Barnard nu va fi cea mai apropiată stea de Soare, deoarece Proxima Centauri se va fi mutat mult mai aproape de Soare.
Are un diametru de 236.640 km, raza de 0,17 din raza Soarelui, masa de 3,38 x 1029kg (0,17 din masa Soarelui).

## Descoperire și denumire
Steaua lui Barnard fusese deja referențiată sub denumirile Munich 15040 (epoca 1850.0, apoi 1880.0) și AGC 6005 (epoca 1910.0).
În 1916 astronomul american Edward Emerson Barnard, a descoperit comparând plăci fotografice realizate în 1894 și 1916, că steaua poseda o mișcare proprie, cea mai importantă de pe cerul înstelat (10,3" pe an). Steaua a fost denumită în onoarea sa.